# Tipula infracta
Tipula infracta är en tvåvingeart som beskrevs av Alexander 1955. Tipula infracta ingår i släktet Tipula och familjen storharkrankar. Inga underarter finns listade i Catalogue of Life.